# Lorenzo Ratti
Pour les articles homonymes, voir Ratti.
Lorenzo Ratti (Pérouse, vers 1589 – Loreto, le 10 août 1630) est un compositeur et organiste italien.

## Biographie
Il a étudié avec son oncle, le compositeur Vincenzo Ugolini et de 1599 à 1601 était petit chanteur à la Cappella Giulia à Rome. Du 1er mai 1614 à juin 1616, il a travaillé comme organiste de la cathédrale de Pérouse. De 1616 au moins jusqu'en 1617, il a été maître de chapelle du Séminaire Romain. Entre le 17 juin 1619 et juillet 1620, il a occupé les mêmes fonctions au Collegium Germanicum et Hungaricum et à partir du 1er août 1620 jusqu'en février 1623 également à l'église Saint-Louis-des-Français. Il est retourné au Collegium Germanicum et Hungaricum de nouveau en tant que maître, probablement de la fin mars 1623 jusqu'à environ le 1er décembre 1629. Il était maître de la musique pour l'Oratorio del SS. Crocifisso cinq vendredis pendant le carême de 1629. Le 15 décembre de cette année, il a succédé à Antonio Cifra comme maître de chapelle de la Santa Casa de Lorette, mais, en raison de la maladie, il a été forcé de quitter son poste le 30 juillet 1630. Un peu plus d'un mois avant sa mort, il a été ordonné prêtre.
Les Sacrae modulationes sont son ouvrage le plus important : il s'agit de compositions à plusieurs chœurs sur des textes de l'Offertoire et du Graduel, avec un ensemble de motets pour l'élévation pour la liturgie de tous les dimanches de l'année. Six offertoires sont remplacés par de courts dialogues en latin sur le texte de l'Évangile, dans le but du service liturgique.

## Œuvres

### Musique sacrée
- Litanie e motetti, Venise, 1616
- Motecta… libro I Rome, 1617
- Motecta,… libro II Rome, 1617
- Motetti della cantica, Rome, 1619
- Motetti, Venise, 1620
- Litanie della Beata Virgine, Venise, 1626
- Sacrae modulationes … partie I, Venise, 1628
- Sacrae modulationes … partie II, Venise, 1628
- Sacrae modulationes … partie III, Venise, 1628
- Litanie Beatissimae Virginis Mariae, Venise, 1630
- Cantica Salomonis, partie I Venise, 1632
- Missa sine nomine; Missa Do re mi; Missa Vestiva i colli; Missa octavi toni; Missa Zacharia
- Ecce panis angelicus
- Qui vult venire

### Musique profane
- Il primo libro de’ madrigali, Venise, 1615
- Il secondo libro de’ madrigali, Venise, 1616
- Il Ciclope overo Della vendetta d’Apolline (dramma harmonico), Rome, Collegio Germanico Ungarico, 1628, perdu

## Sources
- (it) Cet article est partiellement ou en totalité issu de l’article de Wikipédia en italien intitulé « Lorenzo Ratti » (voir la liste des auteurs).